# Гари (Пеновский район)
Гари — деревня в Пеновском районе Тверской области.

## География
Находится в западной части Тверской области на расстоянии приблизительно 30 км на запад-юго-запад по прямой от железнодорожной станции Пено.

## История
Деревня была показана на карте 1825 года. В 1859 году здесь было учтено 16 дворов, в 1939 — 10. До 2020 года входила в Ворошиловское сельское поселение Пеновского района до их упразднения.

## Население
Численность населения: 148 человек (1859 год), 4 (русские 100 %) 2002 году, 1 в 2010.